# Julià Fernàndez i Olivares
Julià Fernàndez i Olivares (Sabadell, 19 de novembre de 1977), conegut habitualment com a Juli Fernàndez, és un farmacèutic i polític català. Des del 10 de juny de 2024 és secretari segon del Parlament de Catalunya. Va ser alcalde de Sabadell des del 13 de juny de 2015 fins al 20 de juliol de 2017. Des d'octubre de 2022 fins al 12 de juny de 2023 fou conseller de Territori del Govern de la Generalitat. Des de juny de 2023 és secretari general adjunt d'Estratègia, Comunicació i Coordinació institucional d'Esquerra Republicana.

## Biografia
Fill de pare treballador tèxtil i de mare mestra, amb un avi manxec republicà i un altre de murcià, viu al barri del Centre de Sabadell. Durant molts anys va ser entrenador de bàsquet femení al Club Esportiu Escola del Carme. Ha fet de voluntari lingüístic. És llicenciat en Farmàcia i màster en màrqueting farmacèutic per la Universitat de Barcelona.
Va estar vinculat a les joventuts d'Esquerra Republicana de Catalunya i va ser durant dos anys membre del Consell Nacional de Catalunya. Entre 2007 i 2011 va ser director general de Joventut de la Generalitat, primer com a director de l'empresa pública Turisme Juvenil de Catalunya, SA i després com a director de l'Agència Catalana de la Joventut. Fou el cap de llista per Esquerra en les eleccions municipals del 24 de maig de 2015, la tercera llista més votada, amb 4 regidors. El juny de 2017 va anunciar que, tal com estava acordat prèviament, deixaria l'alcaldia a favors d'un dels altres partits de govern municipal, cosa que va fer el 20 de juliol, el dia que havia inaugurat tres noves estacions de tren dels FGC a la ciutat.
El juliol del 2018 fou nomenat delegat del Govern de la Generalitat de Catalunya a Barcelona. Va renunciar a l'acta de regidor de Sabadell el 24 de juliol de 2020.
L'octubre de 2022, després de la sortida de Junts per Catalunya del Govern de la Generalitat, Fernández fou nomenat conseller de Territori del Govern liderat per Pere Aragonès.
El 12 de juny de 2023 va ser rellevat de les seves funcions com a conseller i fou substituït per Ester Capella. El 2024 es presenta a les eleccions al Parlament de Catalunya en 13a posició a la llista per Barcelona d'Esquerra.